# Universe (álbum de Mohombi)
Universe es el segundo álbum de estudio del cantante sueco Mohombi, lanzado en 2014, en Universal Music, después de su álbum debut, MoveMeant, lanzado en 2011.

## Listas de Canciones
- 1."Movin'" (feat. Caskey, Birdman & KMC) (3:21)
- 2."Just Like That" (3:10)
- 3."Universe" (3:49)
- 4."Save Me" (3:46)
- 5."Turn It Up" (3:17)
- 6."Lose It" (feat. Big Ali) (3:00)
- 7."Real Love" (3:08)
- 8."Dreamers" (3:38)
- 9 "The Sound" (feat. Didrick) (3:24)
- 10."Summertime" (3:16)
- 11."Grow Old With You" (feat. Geneva) (3:46)
- 12."End of the Day" (3:03)
- 13."Maraca" (3:41)

- Datos: Q56377615